# De Pessemier
De Pessemier (ook: De Pessemier 's Gravendries) is een geslacht waarvan leden sinds 1989 tot de Belgische adel behoren.

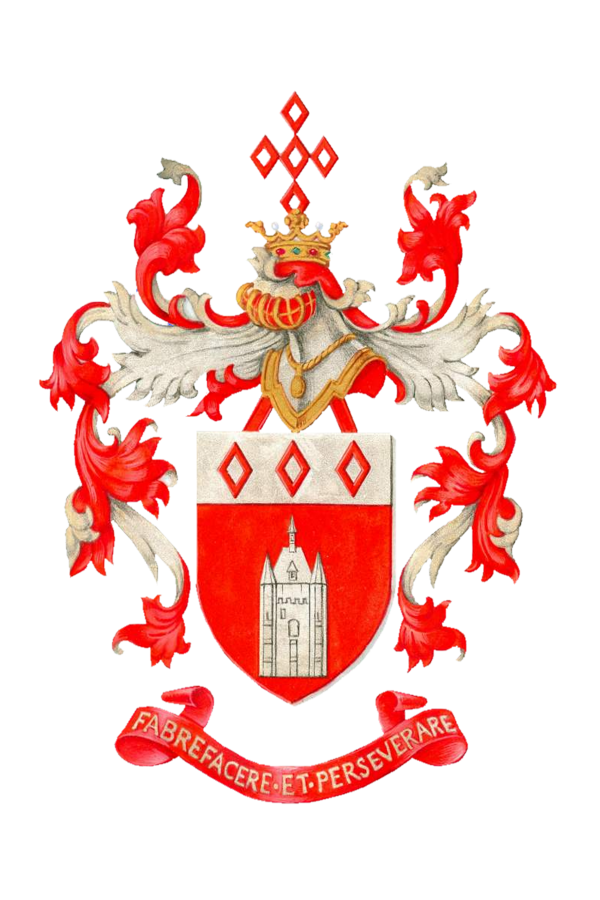
Wapen familie de Pessemier 's Gravendries

.

## Geschiedenis
De bewezen stamreeks begint met Jan de Pessemier (†1664) wiens gelijknamige zoon Jan (1643-1721) in 1643 te Michelbeke werd gedoopt. Vader en zoon waren erfelijk meier van Michelbeke. Ook een gelijknamige kleinzoon, Jan (1677-1725); bekleedde die functie. Joos de Pessemier (1747-1796) was de laatste erfmeier van Michelbeke en van de baronie van Sint-Maria-Oudenhove.
Charles Pessemier (1835-1906) was eerste schepen van Voorde. Zijn zoon Omer Pessemier (1869-1935) was eerste schepen van Smeerebbe-Vloerzegem. Diens broer Richard (1877-1950) was burgemeester van Voorde (Ninove).
Bij Koninklijk besluit van 30 oktober 1989 werd Paul Theodule Baudewijn de Pessemier, bestuurder van de Koninklijke Vereniging van Historische Woonsteden van België, enz. motu proprio verheven in de Belgische erfelijke adel. Hierdoor verkregen hij en zijn nakomelingen de titel van jonkheer/jonkvrouw, overgaand in de mannelijke lijn. Bij Koninklijk besluit van 16 augustus 1990 werd aan hem en zijn nakomelingen toestemming verleend als geslachtsnaam De Pessemier 's Gravendries aan te nemen.

### Wapenbeschrijving
In keel, een kasteel met twee torens van zilver, verlicht en gedekt van hetzelfde, een schildhoofd van zilver, beladen met drie maliën van het veld. Een helm van zilver, gekroond, getralied, gesierd en omboord van goud, gevoerd en gehecht van keel. Dekkleden: zilver en keel. Helmteken: vijf aanstotende maliën van keel, een, drie, een geplaatst. Wapenspreuk: Fabrefacere et perseverare in letters van zilver, op een lint van keel.

### Naam
De naam De Pessemier is een vervorming van de beroepsnaam persemier. In Michelbeke wordt in 1396 in het buitenpoortersboek van Geraardsbergen Jan Persemier's weduwe Averzoete als buitenpoorteres vermeld. Haar overleden man Jan hield een leen op Neckerspoel te Michelbeke tussen 1365 en 1390.